# 2521 Heidi
2521 Heidi è un asteroide della fascia principale. Scoperto nel 1979, presenta un'orbita caratterizzata da un semiasse maggiore pari a 2,7936209 UA e da un'eccentricità di 0,0886999, inclinata di 7,73323° rispetto all'eclittica.
Stanti i suoi parametri orbitali, è considerato un membro della famiglia Gefion di asteroidi.
È intitolato a Heidi, la bambina svizzera protagonista dell'omonimo romanzo.